# Glen Pearson
Hon. Sir Glen Gardner Pearson (* 19. Februar 1907 in Wallaroo, South Australia; † 30. November 1976 in Cummins, South Australia) war ein australischer Politiker der Liberal and Country League (LCL), der zwischen 1951 und 1970 Mitglied des South Australian House of Assembly sowie zeitweise Minister war.

## Leben
Glen Gardner Pearson war der Sohn von Thomas Pearson und dessen Ehefrau Julia Adams Rowe Pearson sowie der jüngere Bruder von Rex Pearson (1905–1961), der für die Liberal and Country League zwischen 1941 und 1951 ebenfalls Mitglied des South Australian House of Assembly sowie von 1951 bis zu dessen Tode 1961 Mitglied des Australischen Senats war. Während des Zweiten Weltkrieges wurde er am 4. Mai 1942 zum Kriegsdienst in der Royal Australian Air Force (RAAF) einberufen und aus diesem am 2. November 1945 im Range eines Oberleutnants (Flying Officer) entlassen.
Nachdem sein älterer Bruder Rex Pearson am 28. April 1951 für die Liberalen für den Bundesstaat South Australia zum Mitglied des Australischen Senats gewählt worden war, wurde Glen Pearson bei der dadurch notwendigen Nachwahl (By-election) am 2. Juni 1951 für die LCL als dessen Nachfolger im Wahlkreis Flinders erstmals zum Mitglied des South Australian House of Assembly gewählt, des Unterhauses des Parlaments von South Australia, und vertrat diesen Wahlkreis fast 25 Jahre lang bis zu seinem Verzicht auf eine erneute Kandidatur bei der Wahl am 30. Mai 1970, woraufhin sein Parteifreund John Carnie diesen Wahlkreis gewann.
Am 16. April 1956 wurde Pearson in die Regierung von Premier Thomas Playford IV berufen und bekleidete in dieser bis zum 25. Juni 1958 die Ämter als Landwirtschaftsminister (Minister of Agriculture) und als Forstminister (Minister of Forests). Im Anschluss übernahm er im Zuge einer Umbildung der Regierung Playford zwischen dem 25. Juni 1958 und dem 10. März 1965 die Ämter als Minister für öffentliche Arbeiten (Minister of Works) sowie als Minister für Meeresangelegenheiten (Minister of Marine) und fungierte darüber hinaus in Personalunion vom 28. Februar 1963 bis zum 10. März 1965 auch noch als Minister für Angelegenheiten der Aborigines (Minister of Aboriginal Affairs). Bei der Wahl am 6. März 1965 wurde die Australian Labor Party ALP schließlich mit 274,432 Stimmen (55,04 Prozent) und 21 stärkste Fraktion in der Legislativversammlung, während Playfords LCL mit 95.000 Stimmen weniger und 179.183 Wählerstimmen (35,93 Prozent) nur noch 17 Abgeordnete stellte und sich somit nach 32 Jahren erstmals wieder in der Opposition befand. Daraufhin wurde er am 15. März 1965 als Erster Deputy Leader of the Liberal and Country League und fungierte damit als Stellvertreter des Parteivorsitzenden Sir Tom Playford IV beziehungsweise vom 13. Juli 1966 bis zu seiner Ablösung durch Robin Millhouse am 2. Juni 1970 des Parteivorsitzenden Steele Hall. Zugleich bekleidete er von März 1965 bis März 1968 die Funktion als Deputy Leaders of the Opposition und somit als stellvertretender Oppositionsführer. Am 6. Mai 1965 wurde ihm der Höflichkeitstitel The Honourable verliehen.
Bei den Wahlen am 2. März 1968 gewannen die Labour Party des bisherigen Premiers Don Dunstan und die LCL von Steele Hall jeweils 19 der 39 Sitze in der Legislativversammlung, allerdings erhielt Hall die Unterstützung des Parteilosen Tom Stott, so dass Hall am 17. April 1968 als Nachfolger Dunstans selbst Premier von South Australia wurde. In der Regierung von Premier Steele Hall übernahm Glen Pearson zwischen dem 17. April 1968 und dem 2. März 1970 die Ämter als Schatzminister (Treasurer) und als Minister für Wohnungswesen (Minister of Housing). Für seine politischen Verdienste, insbesondere als Schatzminister, wurde er im Rahmen der New Years Honours am 1. Januar 1970 als Knight Bachelor (Kt) nobilitiert, wodurch er fortan das Prädikat „Sir“ führte.
Aus seiner 1932 geschlossenen Ehe mit Mavis Doreen Croxton gingen zwei Söhne und eine Tochter hervor, wobei die Tochter bereits als Kleinkind verstarb. Nach seinem Tode wurde er auf dem Cummins General Cemetery beigesetzt. Ein Cousin war der LCL-Politiker Colin Rowe, der zwischen 1948 und 1970 Mitglied des South Australian Legislative Council war und von 1955 bis 1965 in der Regierung von Premier Playford ebenfalls mehrere Ministerämter bekleidete.

## Hintergrundliteratur
- Parliament of South Australia: Statistical Record of the Legislature 1836–2007 (Memento vom 11. März 2019 im Internet Archive)